# Los Horts
Los Horts es un lugar del municipio español de Albañá, perteneciente a la provincia de Gerona, en la comunidad autónoma de Cataluña.

## Toponimia
El nombre del lugar puede encontrarse escrito con las grafías Los Horts y Els Horts.

## Historia
El lugar tuvo ayuntamiento propio. El municipio de Los Horts desapareció de cara al censo de 1857, al incorporarse al de Albañá. Hacia mediados del siglo XIX, el lugar, referido como una parroquia, tenía contabilizada una población de 35 habitantes. Aparece descrito en el noveno volumen del Diccionario geográfico-estadístico-histórico de España y sus posesiones de Ultramar de Pascual Madoz con las siguientes palabras:

HORTS (los): parr. en la prov. y dióc. de Gerona, part. jud. de Figueras, aud. terr., c. g. de Barcelona, ayunt. de Albañá. sit. en medio de elevadísimas montañas, en los Pirineos orientales, á 1/2 hora de la frontera de Francia. Tiene una igl. parr. (San Cristobal), servida por un cura de ingreso y un beneficiado, de la cual son anejas las de Fonfreda, Carbonils, Oliveda, San Pedro dels Vilars y l aermita del Fau. El párroco tiene obligacion de celebrar 2 misas, en 2 de los citados anejos, todos los dias de precepto. Confina N. Tapis y O. Castoja (pueblos de Francia); E. Carbonils, y S. el Fau. Su terreno y prod. (V. Albaña). pobl.: 7 vec., 35 alm. cap. prod.: 490,000. imp.: 12,250 rs.
(Madoz, 1847, p. 239)